# Kōki Miyata
Kōki Miyata (宮田 幸季, Miyata Kōki), também conhecido como Harunori Miyata (宮田 始典, Miyata Harunori) é um dublador japonês que trabalha para a 81 Produce.

## Filmografia

### Anime
- Nintama Rantarou (1993), Kanzaki Samon[1]
- Trigun (1998), jovem Vash the Stampede[1]
- Neo Ranga (1998), Joel[1]
- Bubblegum Crisis Tokyo 2040 (1998), Mackey Stingray[1]
- Digimon Adventure (1999), PicoDevimon[1]
- Hoshin Engi (1999), Nataku[1]
- Magic User's Club (1999), Naoki Nakatomi[1]
- Hamtaro (2000), Torahamu[1]
- Gravitation (2000), Eiri Yuki (child)[1]
- Super GALS! Kotobuki Ran (2001), Masato Iwai[1]
- Shaman King (2001), Ashil[1]
- Angel Tales (2001), Rei[1]
- RahXephon (2002), Souichi Yagumo[1]
- GetBackers (2002), Jouya Kanou[1]
- Bakuten Shoot Beyblade G-Revolution (2003), Mystel[1]
- Wandaba Style (2003), Dr. Susumu Tsukumo[1]
- Saint Beast (2003–2007), Suzaku no Rei[1]
- Gilgamesh (2003), Toru Tsukioka[1]
- Kyo Kara Maoh! (2004), Ken Murata[1]
- Harukanaru Toki no Naka de Hachiyō Shō (2004), Shimon Nagareyama[1]
- Bleach (2004), Hanatarō Yamada[1]
- Tactics (2004), Kantarou Ichinomiya[1]
- Suki na Mono wa Suki Dakara Shōganai! (2005), Sei Hashiba[1]
- Emma (2005, 2007), Arthur Jones[1]
- Tsubasa: Reservoir Chronicle (2005), Yukito Tsukishiro[1][2]:32
- Noein (2005), Isami Fujiwara[1]
- Karin (2005), Winner Sinclair[1]
- Major (2005), Daisuke Komori – second season[1]
- Marginal Prince (2006), Mikhail Nevsky[1]
- Kenichi: The Mightiest Disciple (2006), Ryōto Asamiya (child)[1]
- Naruto Shippuden (2007), Chōjūrō[1]
- Bokurano (2007), Kunihiko Moji[1]
- Goshūshō-sama Ninomiya-kun (2007), Mitsuru Hosaka[1]
- Shugo Chara! (2008–2009), Rhythm – seasons two and three[1]
- 07-Ghost (2009), Labrador[1]
- Baka to Test to Shōkanjū (2010–2011), Kōta Tsuchiya[1]
- Kami-sama no Memo-chō (2011), Hitoshi Mukai "Shōsa"[1]
- Phi Brain: Puzzle of God (2011), Cubic Galois[1]
- Shirokuma Cafe (2012), Badger, Red Squirrel Mama, Sea Otter[1]
- Kingdom (2012), Chengjiao[1]
- Magi: The Labyrinth of Magic (2012), Ahbmad Saluja[1]
- Amnesia (2013), Ukyo[1]
- Free! (2013–2014), Aiichiro Nitori
- Danganronpa: The Animation (2013), Chihiro Fujisaki, Alter Ego[1]
- Meganebu! (2013), Mitsuki Kamatani[1]
- Yowamushi Pedal (2013), Terufumi Sugimoto[1]
- D-Frag! (2014), Hachi Shiō[1]
- 100% Pascal-sensei (2017), Kawai (ep. 28)
- Digimon Tamers (????), Kumbhiramon
- Doraemon (????), Tora Arthur
- One Piece (2011- 2014), Wadatsumi, Dellinger

### Original video animation (OVA)
- ショコラの魔法 – Cacao
- Air Gear: Kuro no Hane to Nemuri no Mori – Kilik
- Angel Tales: Tenshi no Shippo Chu! – Rei
- Angel's Feather – Anri Chikura
- Baka to Test to Shōkanjū: Matsuri – Kōta Tsuchiya
- Harukanaru Toki no Naka de~Ajisai Yume Gatari~ – Shimon Nagareyama
- Harukanaru Toki no Naka de2~Shiroki, Ryuu no Miko~ – Akifumi
- Harukanaru Toki no Naka de3~Kurenai no Tsuki – Musashibo Benkei
- Koisuru Boukun – Tomoe Tatsumi
- Saint Beast – Suzaku no Rei
- Suki na Mono wa Suki Dakara Shōganai! – Sei Hashiba
- Kirepapa – Riju

### Filmes
- Haruka: Beyond the Stream of Time (2006), Shimon Nagareyama[1]
- Bleach: Fade to Black (2008), Hanatarō Yamada[1]
- Detective Conan: Quarter of Silence (2011), Tōma Tachihara[1]
- Heart no Kuni no Alice (2011), Peter White[1]
- Fairy Tail the Movie: Phoenix Priestess (2012), Duke Cream[1]
- Boruto: Naruto the Movie (2015), Chōjūrō[1]
- Free!: Timeless Medley (2017), Aiichirō Nitori – dilogy[3]

### Video games
- Alice in the Country of Hearts – Peter White
- Amnesia – Ukyo
- Amnesia Later – Ukyo
- Amnesia Crowd – Ukyo
- Blue Dragon – Jiro
- Crash Bandicoot: Bakuso! Nitro Kart – Emperor Velo XXVII
- Danganronpa: Trigger Happy Havoc – Chihiro Fujisaki, Alter Ego
- Glass Heart Princess – Hoshino Kanata
- Fushigi Yūgi: Suzaku Ibun – Chichiri
- Harukanaru Toki no Naka de – Shimon Nagareyama
- Harukanaru Toki no Naka de 2 – Akifumi
- Harukanaru Toki no Naka de 3 – Musashibō Benkei
- Harukanaru Toki no Naka de 4 – Nagi
- Magical Drop F – Magician
- Silver Chaos – Pam
- S.Y.K – Gyokuryuu
- The Saint of Braves Baan Gaan – Hiro Sakashita in Brave Saga
- Seishun Hajimemashita! – Ichitaka Enmei
- Danganronpa Another Episode: Ultra Despair Girls – Taichi Fujisaki
- Piyo tan ~Hausukīpā wa Cute na Tantei~ – Toru Ninomiya
- Piyo tan ~Oyashiki Sen'nyū ☆ Daisakusen~ – Toru Ninomiya

### Drama CDs
- Ai de Kitsuku Shibaritai ~Koi Yori Hageshiku~ – Kajika Fujimoto
- Amai Kuchizuke – Yuu Takamura
- Bad Boys! – Itsumu Suzuna
- Blue na Koneko – Kouhei Kuzumu
- Bukiyou na Silent – Satoru Toono
- Crimson Spell – Ruruka
- Damasaretai – Yuuma Matsusaki
- Danna-sama, Ote wo Douzo – Haruka Fujino
- Gouka Kyakusen de Koi wa Hajimaru series 4, 5, 7, 8 – Huang
- Himitsu no Kateikyoushi – Yuuya Sakurai
- Hisoyaka na Jounetsu Series side story 1: Iro no Aku – Shiki Nihako
- Kageki series 5: Kageki ni Tengoku – angel 1
- Kubisuji ni Kiss ~Hong Kong Yakyoku~ – Ryuutarou Imai
- Miwaku no Ringo – Yonekura Ken
- Munasawagi series – Akira Haneoka
- Pink na Koneko – Kouhei Kuzumu
- Saikyou no Koibito – Chihiro Kunika
- Tsuki no Sabaku Satsujin Jiken – Suzuya Takanashi
- Yosei Gakuen Feararuka -Futago no Sylph ni Goyojin- – Nyiru
- Youma na Oresama to Geboku na Boku – Masamichi Adachi
- Yuuwaku Sentiment – Yuuya
- Piyo tan ~Hausukīpā wa Cute na Tantei~ - Toru Ninomiya

### Tokusatsu
- Bakuryuu Sentai Abaranger – Bakuryuu Triceratops
- Bakuryū Sentai Abaranger DELUXE: Abare Summer is Freezing Cold! – Bakuryuu Triceratops
- Bakuryū Sentai Abaranger vs. Hurricaneger – Bakuryuu Triceratops
- Tokusou Sentai Dekaranger vs. Abaranger – Bakuryuu Triceratops
- Tensou Sentai Goseiger – Datas (eps. 4 - 50)/Datas Hyper
- Kamen Rider Decade – Basshaa (ep. 4 - 5)
- Zyuden Sentai Kyoryuger – Debo Akkumuun (ep. 25, 37)